# Hebia flavipes
Hebia flavipes är en tvåvingeart som beskrevs av Robineau-desvoidy 1830. Hebia flavipes ingår i släktet Hebia och familjen parasitflugor. Arten är reproducerande i Sverige. Inga underarter finns listade i Catalogue of Life.